# ソノヤ・ミズノ
ソノヤ・ミズノ（Sonoya Mizuno, SONOYA、1986年7月1日 - ）は、日系イギリス人の女優、モデル、バレリーナ。

## 略歴
東京都で日本人の父とイギリス／アルゼンチン系の母の下に生まれ、イギリスのサマセットで育つ。兄弟姉妹は6人。兄や姉全員がアーティストになった影響で、自然と俳優に憧れた。俳優だった叔父の「俳優を志すなら、まずはダンスを学びなさい。幼い頃に体の動かし方を知ってから、舞台学校に通うといい」という勧めでロイヤル・バレエ学校に通い、卒業後はドレスデンやイングランド・スコットランドなどのバレエ団で活動した。
約10年間バレエに打ち込んだ後、20歳のときにモデル活動を始め、シャネル、アレキサンダー・マックイーン、イヴ・サン＝ローラン、ルイ・ヴィトンのモデルを務めた。2014年にはロイヤル・オペラ・ハウスで行われたアーサー・ピタのショーに出演している。
2008年からはテオ・アダムスが率いるパフォーマンス集団、テオ・アダムス・カンパニー（Theo Adams Company）にパフォーマーとして所属している。
ミズノが映画に初出演したのは、アレックス・ガーランド監督のSFスリラー映画『エクス・マキナ』であり、2015年1月にイギリスで公開された。また、2016年に上映されたマイケル・ダミアン監督のダンス映画『ハートビート』にも出演している。同年には、ケミカル・ブラザーズとベックの「Wide Open」のミュージックビデオに出演している。2016年には、イギリスで作られた映画『Alleycats』に出演しているが、小品のため日本では未公開となっている。
また、2017年公開の『ラ・ラ・ランド』ではエマ・ストーンの同居人役を演じており、SF映画『アナイアレイション -全滅領域-』には、姉のマリヤ・ミズノ（Mariya Mizuno）と共に出演している。マリヤもソノヤと同じくテオ・アダムス・カンパニー所属のパフォーマー。
「創造へのモチベーションは表現への情熱と家族愛」である。

## CM
ユニクロ - UNIQLO SPORTS

## 映画およびテレビ
| 年    | 邦題 原題                                      | 役名                   | 備考                                                              |
| ----- | ---------------------------------------------- | ---------------------- | ----------------------------------------------------------------- |
| 2015  | エクス・マキナ Ex Machina                      | キョウコ               | 主な出演者4人の1人だが、セリフなし                                |
| 2016  | ハートビート High Strung                       | ジャジー               | [ 15 ]                                                            |
| 2016  | ラ・ラ・ランド La La Land                      | ケイトリン             |                                                                   |
| 2018  | アナイアレイション -全滅領域- Annihilation     | ケイティ               |                                                                   |
| 2018  | ニーナのすべて All About Nina                  | マリファナを吸う女性   |                                                                   |
| 2018  | クレイジー・リッチ! Crazy Rich Asians          | アラミンタ・リー       | [ 16 ]                                                            |
| 2018  | マニアック Maniac                              | ドクター・フジタ       | メインキャスト、テレビドラマシリーズ                              |
| 2018  | ザ・ドメスティックス THE DOMESTICS             | ベッツィ               |                                                                   |
| 2020  | DEVS/デヴス Devs                               | リリー・チャン         | メインキャスト、テレビドラマミニシリーズ（Hulu、日本ではDisney+） |
| 2022  | MEN 同じ顔の男たち Men                         | 警察のオペレーターの声 |                                                                   |
| 2022- | ハウス・オブ・ザ・ドラゴン House of the Dragon | ミサリア               | HBOドラマシリーズ、『ゲーム・オブ・スローンズ』前日譚             |
| 2024  | シビル・ウォー アメリカ最後の日 Civil War      | アニャ                 |                                                                   |
| TBA   | Eternal Return                                 |                        | ポストプロダクション                                              |